# Эриксен, Томас Хюлланн
Томас Хюлланн Эриксен (норв. Thomas Hylland Eriksen; 6 февраля 1962, Осло — 27 ноября 2024, Осло) — норвежский антрополог, профессор социальной антропологии университета Осло. Член Норвежской академии наук. В 1993—2001 годах редактор крупнейшего в Норвегии журнала по общественным наукам «Samtiden» («Современность»). В 2015—2016 годах президент Европейской ассоциации социальной антропологии. 
Известен своими исследованиями в области национализма, этничности и глобализации. Был важным популяризатором социальной антропологии и взаимопонимания различных культур. Написал 60 книг, в основном академического и научно-популярного характера, а также два художественных романа. В последние годы его всё больше волновали взаимоотношения человека с природой, а также последствия изменений климата. 
Будучи подростком, был активным членом Молодых либералов, интересуясь, помимо прочего, анархизмом, и начал писать для антиавторитарного издания Gateavisa (позже был членом его редколлегии в 1980-х годах). Выдвигался на выборах от Либеральной и Зелёной партии. 
Осенью 2016 года у Эриксена был диагностирован рак поджелудочной железы.
Умер 27 ноября 2024 года в возрасте 62 лет.

## Избранная библиография
- Us and Them in Modern Societies (1992)
- Ethnicity And Nationalism (1993/2010) Widely translated.
- Small Places — Large Issues (1995/2010) Widely translated, in Greek as Μικροί τόποι, μεγάλα ζητήματα
- Common Denominators: Ethnicity, Nationalism and the Politics of Compromise in Mauritius (1998)
- A History Of Anthropology (2001, with F. S. Nielsen, 2nd edition 2013) Translated into Portuguese, Arabic, Norwegian, Swedish
- Tyranny of the Moment: Fast and Slow Time in the Information Age (2001)
- Globalisation: Studies in Anthropology (2003, ed.)
- What Is Anthropology? (2004)
- Engaging Anthropology: The Case For A Public Presence (2006)
- Globalization: The Key Concepts (2007, 2nd edition 2014)
- Flag, Nation and Identity in Europe and America (2007, ed. w/Richard Jenkins)
- Paradoxes of Cultural Recognition (2009, ed. w/Halleh Ghorashi and Sharam Alghasi)
- A World of Insecurity (2010, ed. w/Ellen Bal and Oscar Salemink)
- Fredrik Barth: An Intellectual Biography (2015)
- Overheating: An Anthropology of Accelerated Change (2016)
- Identities Destabilised: Living in an Overheated World (edirted with Elisabeth Schober, 2016)
- Knowledge and Power in an Overheated World (edited with Elisabeth Schober). Free e-book, downloadable here.
- An Overheated World: An Anthropological History of the Early Twenty-First Century (editor, 2018)

### Переводы на русский язык
- Тирания момента. Время в эпоху информации. М.: Весь мир, 2003
- Что такое антропология? М.: Высшая Школа Экономики, 2014